# Юматілла (Флорида)
Юматілла (англ. Umatilla) — місто (англ. city) в США, в окрузі Лейк штату Флорида. Населення — 3685 осіб (2020).

## Географія
Юматілла розташована за координатами 28°55′37″ пн. ш. 81°39′51″ зх. д. / 28.92694° пн. ш. 81.66417° зх. д. (28.927012, -81.664188).  За даними Бюро перепису населення США в 2010 році місто мало площу 10,77 км², з яких 9,04 км² — суходіл та 1,73 км² — водойми.

## Демографія
Згідно з переписом 2010 року, у місті мешкало 3456 осіб у 1504 домогосподарствах у складі 917 родин. Густота населення становила 321 особа/км².  Було 1747 помешкань (162/км²).
Расовий склад населення:
| - 91,5 % — білих - 3,2 % — чорних або афроамериканців - 0,4 % — корінних американців - 0,2 % — азіатів - 3,6 % — осіб інших рас |

До двох чи більше рас належало 1,1 %. Частка іспаномовних становила 10,7 % від усіх жителів.
За віковим діапазоном населення розподілялося таким чином: 21,0 % — особи молодші 18 років, 50,1 % — особи у віці 18—64 років, 28,9 % — особи у віці 65 років та старші. Медіана віку мешканця становила 48,5 року. На 100 осіб жіночої статі у місті припадало 89,2 чоловіків;  на 100 жінок у віці від 18 років та старших — 85,9 чоловіків також старших 18 років.
Середній дохід на одне домашнє господарство  становив 55 189 доларів США (медіана — 38 461), а середній дохід на одну сім'ю — 58 602 долари (медіана — 45 500). За межею бідності перебувало 26,0 % осіб, у тому числі 43,8 % дітей у віці до 18 років та 13,4 % осіб у віці 65 років та старших.
Цивільне працевлаштоване населення становило 921 особа. Основні галузі зайнятості: роздрібна торгівля — 20,0 %, виробництво — 19,2 %, науковці, спеціалісти, менеджери — 11,2 %, мистецтво, розваги та відпочинок — 10,6 %.